# Klášter Božího Milosrdenství (Nové Hrady)
Klášter Božího Milosrdenství se nachází nedaleko náměstí v Nových Hradech. Nyní jej spravuje společenství papežského práva Pro Deo et fratribus – Rodina Panny Marie.

## Historie
Klášter založil hrabě Ferdinand Buquoy roku 1678. Daroval ho do rukou servitů kteří jej spravovali až do roku 2006, kdy jej z důvodu nedostatku řeholníků předali řádu Rodina Panny Marie. Klášter v letech 1950 až 1987 sloužil jako kasárna a po pádu železné opony byl servity vyžádán zpět. Byla provedena rozsáhlá rekonstrukce do nynější podoby. Nyní je klášter duchovním centrem Novohradska a jsou z něj spravovány okolní farnosti.

## Návštěvnost
| Rok  | Počet návštěvníků |
| ---- | ----------------- |
| 2015 | 1 279             |
| 2016 | 1 053             |
| 2017 | 509               |

## Galerie

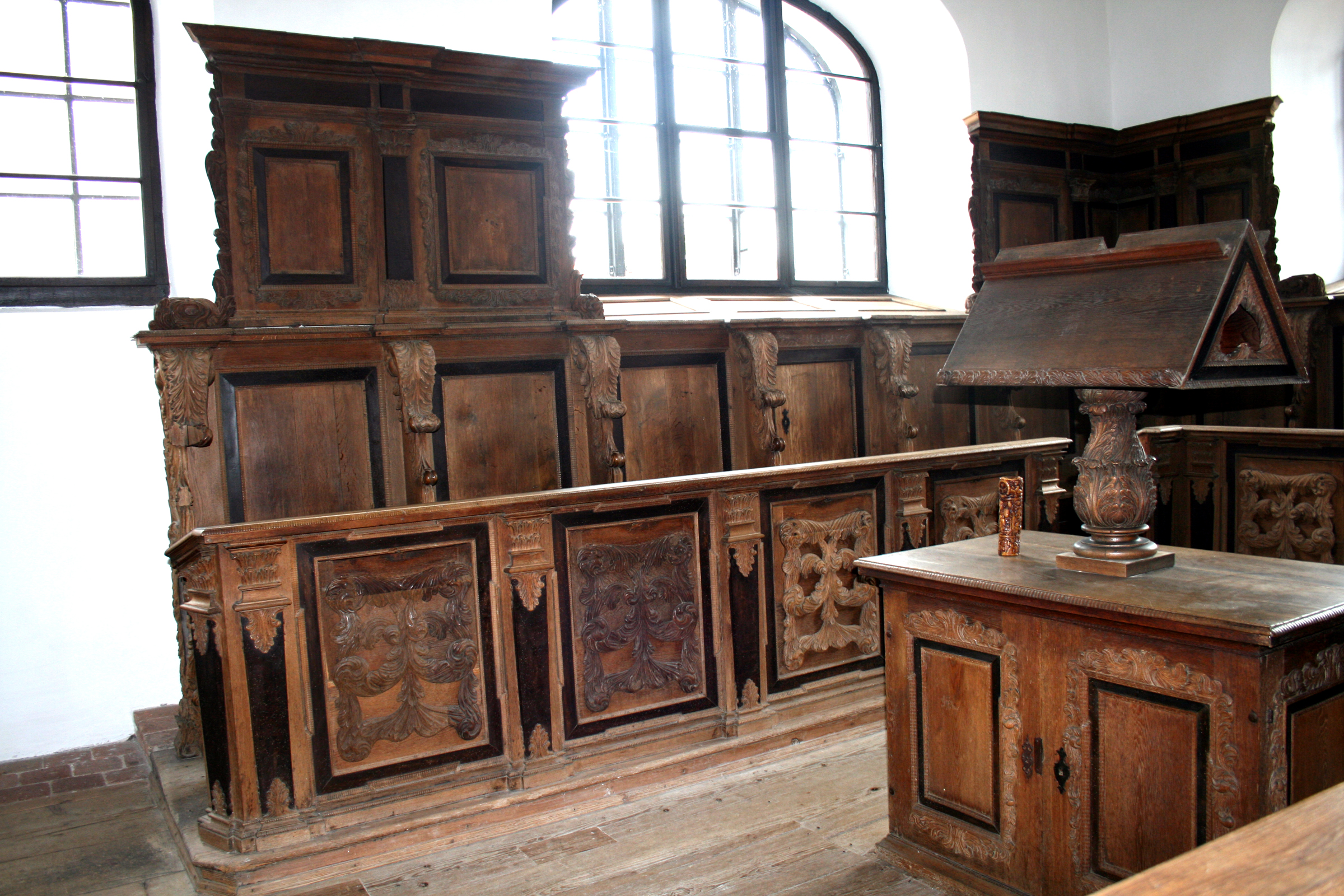
Původní vybavení klášterní oratoře
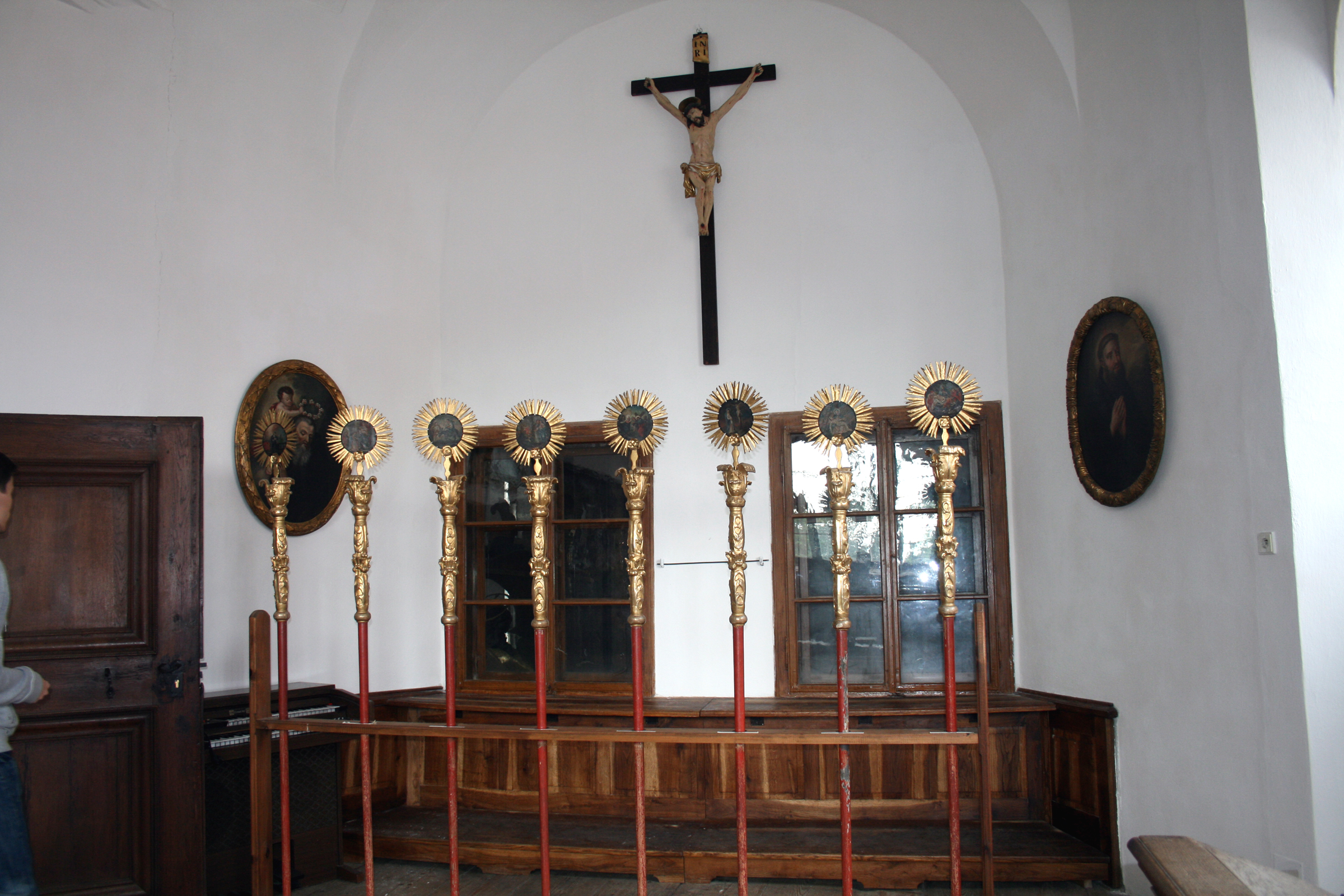
Oratoř
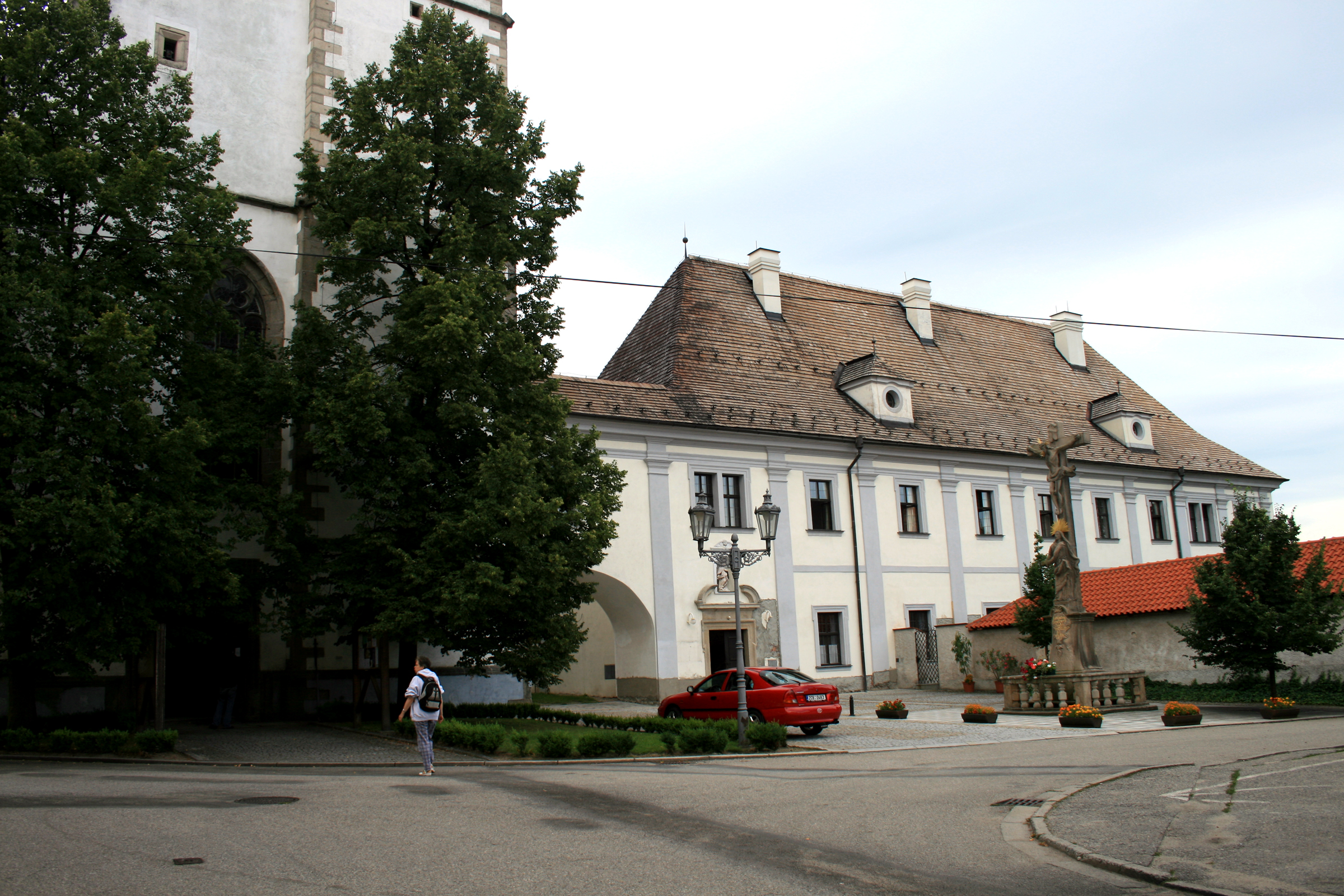
Pohled od náměstí